# Cholane
Le cholane est un noyau stéroïdien. Il correspond au stéroïde à 24 atomes de carbone. Il existe en deux isomères, le 5α-cholane et le 5β-cholane, en fonction de la position de l'atome d'hydrogène sur le carbone 5.

5α-cholane
5β-cholane